# Moriskové

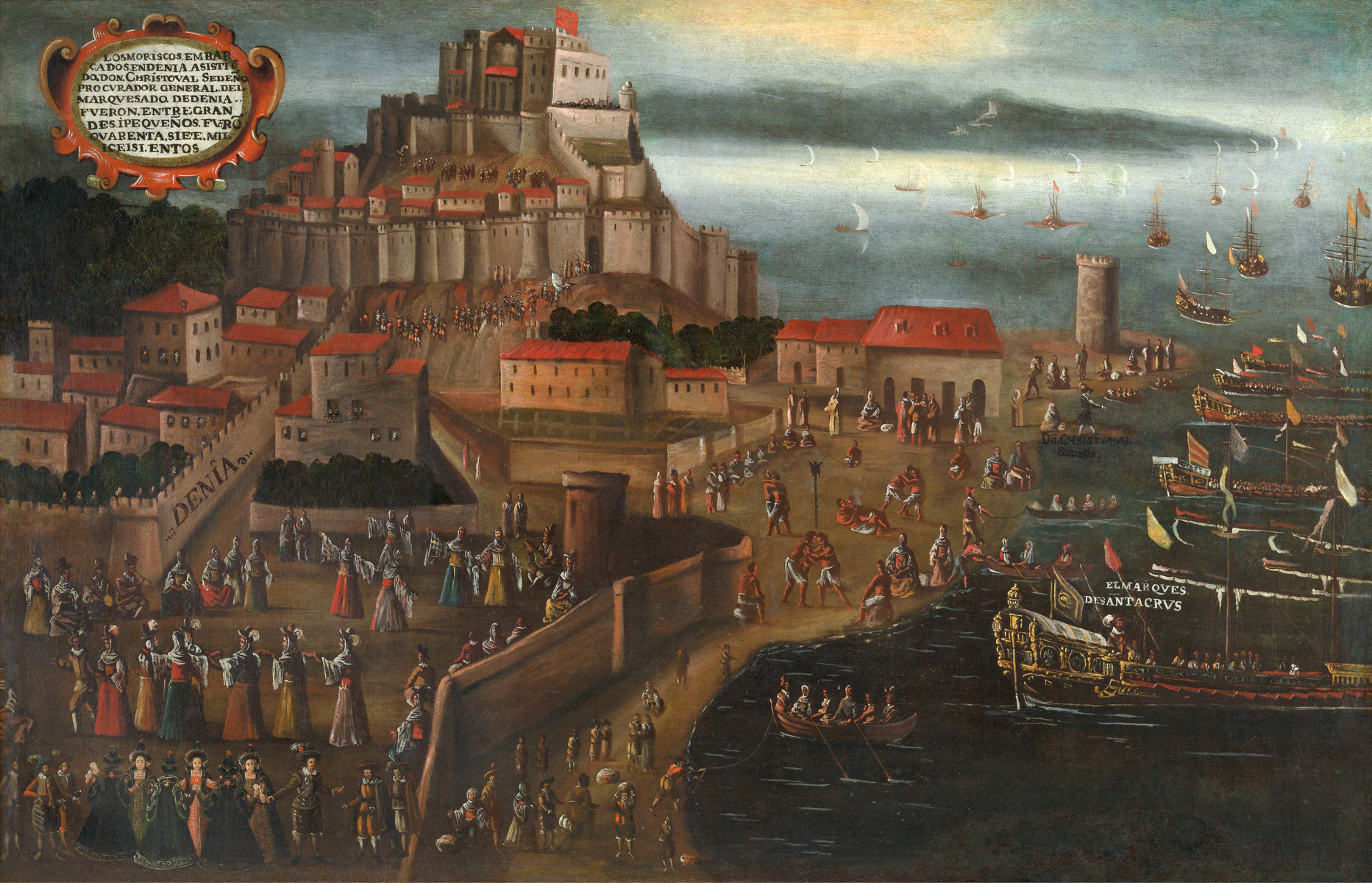
Vyhnání morisků z Dénie

Jako moriskové (šp. morisco, maurský) se označovali Maurové na španělských územích dobytých křesťany v reconquistě, kteří zůstali a přijali křest. Až do pádu Granady v roce 1492 tvořili Maurové ještě skupinu mudejarů, ti také zůstávali v křesťanském Španělsku, ale zachovali si muslimskou víru. Po pádu docházelo i k násilné christianizaci a mudejarové, kteří neodešli, se také stali morisky. Moriskové si i přes přijetí víry zachovali odlišnou kulturu a nikdy se s ostatním španělským obyvatelstvem neasimilovali, často byli obviňováni, že tajně provozují islámské rituály apod., což vedlo k jejich vyhnání ze Španělska v letech 1609–1610 za vlády Filipa III. Tento akt měl neblahé hospodářské důsledky, protože moriskové byli většinou velmi produktivní a navíc v některých oblastech, jako byla např. Valencie, tvořili nezanedbatelnou část obyvatelstva.